# Тихоокеанский театр военных действий Гражданской войны в США
Тихоокеанский театр военных действий Гражданской войны в США — военные действия около Тихого океана на территории Соединенных Штатов, включая штаты: Калифорния, Орегон, и Невада и территории: Вашингтон, Юта и Айдахо. Основная борьба развилась между отрядами Союза и симпатизирующими конфедерации индейцами, хотя войска Конфедерации тоже встречались в регионе. У сторон не было больших армий в регионе, большая часть войны проходила между маленькими отрядами.
За всё время войны на этой территории выделяется одно крупное сражение: Резня на Бэр-Ривер.